# Westermoor
Westermoor er en by og kommune i det nordlige Tyskland, beliggende i Amt Breitenburg under Kreis Steinburg. Kreis Steinburg ligger i den sydvestlige del af delstaten Slesvig-Holsten.

## Geografi
Westermoor ligger omkring fem kilometer øst for Itzehoe ved floden Stör der danner kommunens nordgrænse. En del af den sydlige grænse udgøres af Breitenburger Kanal.